# 대한민국의 보물 (2010년대 후반)

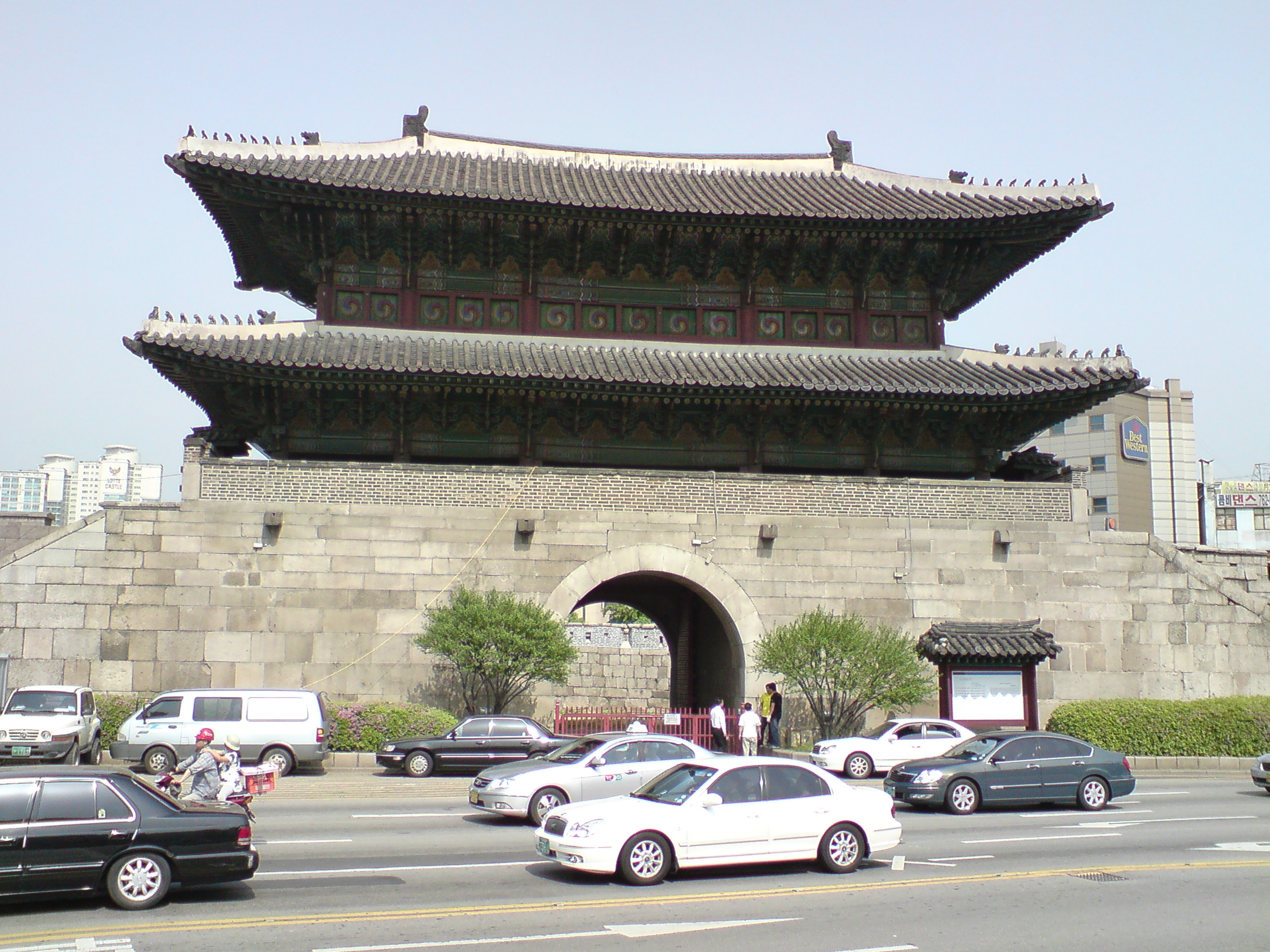
보물 제1호 흥인지문

대한민국의 보물(大韓民國 寶物)은 목조 건축물, 석조 건축물, 전적류, 서적류, 고문서, 회화, 조각류, 공예품, 고고자료, 무구(巫具) 등 대한민국의 유형문화재 가운데 중요한 것을 국가에서 지정한 것이다. 국보와 보물의 중요성과 가치 우열을 가리기는 어렵지만, 국보급의 문화재가 그 분야, 그 시대를 대표하는 유일무이한 것이라면 보물급에 속하는 문화재는 그와 유사한 문화재로서 대한민국 문화를 대표하는 유물이라고 할 수 있다.

## 지정 목록

### 2015년 지정
| 번호     | 사진 | 명칭 | 소재지                                             | 관리자 (단체)    | 지정일                                                           | 참조 |
| 1219-3호 |      | 대방광원각수다라요의경(언해) 권하 1의1∼2, 2의1∼2 (大方廣圓覺脩多羅了義經(諺解) 卷下一之一∼二, 二之一∼二)                             | 부산 기장군 일광면 용천리 취장사                   | 취장사           | 2015년 3월 4일 지정                                              |      |
| 1281-4호 |      | 자치통감 권226~229 (資治通鑑 卷二百二十六～二百二十九) (Jachi tonggam (Comprehensive Mirror for Aid in Government), Volumes 226-229) | 울산 남구 두왕로 277 울산박물관                    | 울산박물관       | 2015년 4월 22일 지정                                             |      |
| 1851호   |      | 논산 쌍계사 소조석가여래삼불좌상 (論山 雙溪寺 塑造釋迦如來三佛坐像)                                                                  | 충남 논산시 양촌면 중산리 3                        | 쌍계사           | 2015년 3월 4일 지정                                              |      |
| 1852호   |      | 남원 선원사 목조지장보살삼존상 및 소조시왕상 일괄 (南原 禪院寺 木造地藏菩薩三尊像 및 塑造十王像 一括)                                | 전북 남원시 도통동 392                             | 선원사           | 2015년 3월 4일 지정                                              |      |
| 1853호   |      | 완주 정수사 목조아미타여래삼존좌상 (完州 淨水寺 木造阿彌陀如來三尊坐像)                                                              | 전북 완주군 상관면 마치리 137                      | 정수사           | 2015년 3월 4일 지정                                              |      |
| 1854호   |      | 김천 고방사 아미타여래설법도 (金泉 古方寺 阿彌陀如來說法圖)                                                                          | 경북 김천시 대항면 직지사길 95                     | 고방사           | 2015년 3월 4일 지정                                              |      |
| 1855호   |      | 원주 구룡사 삼장보살도 (原州 龜龍寺 三藏菩薩圖)                                                                                      | 강원 평창군 진부면 오대산로 374-8                  | 구룡사           | 2015년 3월 4일 지정                                              |      |
| 1856호   |      | 대구 서봉사 지장시왕도 (大邱 瑞鳳寺 地藏十王圖)                                                                                      | 대구 남구 명덕로54길 31                            | 서봉사           | 2015년 3월 4일 지정                                              |      |
| 1857호   |      | 영천 은해사 염불왕생첩경도 (永川 銀海寺 念佛往生捷徑圖)                                                                              | 경북 영천시 청통면 청통로 951                      | 은해사           | 2015년 3월 4일 지정                                              |      |
| 1858호   |      | 보은 법주사 동종 (報恩 法住寺 銅鍾)                                                                                                  | 충북 보은군 속리산면 사내리 209                    | 법주사           | 2015년 3월 4일 지정                                              |      |
| 1859호   |      | 김천 직지사 대웅전 수미단 (金泉 直指寺 大雄殿 須彌壇)                                                                                | 경북 김천시 대항면 북암길 89                       | 직지사           | 2015년 3월 4일 지정                                              |      |
| 1860호   |      | 부여 무량사 삼전패 (扶餘 無量寺 三殿牌)                                                                                              | 충남 부여군 외산면 무량로 203                      | 무량사           | 2015년 3월 4일 지정                                              |      |
| 1861호   |      | 보성 대원사 극락전 관음보살․달마대사 벽화 (寶城 大原寺 極樂殿 觀音菩薩․達摩大師 壁畵)                                                | 전남 보성군 문덕면 죽산길 506-8 대원사             | 대원사           | 2015년 3월 4일 지정                                              |      |
| 1862호   |      | 여수 흥국사 대웅전 관음보살 벽화 (麗水 興國寺 大雄殿 觀音菩薩 壁畵)                                                                  | 전남 여수시 흥국사길 160 흥국사                    | 흥국사           | 2015년 3월 4일 지정                                              |      |
| 1863호   |      | 해남 대흥사 석가여래삼불좌상 (海南 大興寺 釋迦如來三佛坐像)                                                                          | 전남 해남군 삼산면 대흥사길 400 대흥사             | 대흥사           | 2015년 3월 4일 지정                                              |      |
| 1864호   |      | 소상팔경도 (瀟湘八景圖) | 경남 진주시 남강로 626-35 (남성동, 국립진주박물관) | 국립진주박물관   | 2015년 3월 4일 지정                                              |      |
| 1865호   |      | 대방광불화엄경 주본 권72 (大方廣佛華嚴經 周本 卷七十二)                                                                              | 경남 합천군 가야면 해인사길 153 (치인리24)         | 용탑선원         | 2015년 3월 4일 지정                                              |      |
| 1866호   |      | 삼국유사 권1~2 (三國遺事 卷一~二) | 서울 서대문구 연세로 50 연세대학교박물관           | 연세대학교박물관 | 2015년 3월 4일 지정, 2018년 2월 22일 해제, 국보 제306-3호로 승격 | ,    |
| 1867호   |      | 경주 남산 창림사지 삼층석탑 (慶州 南山 昌林寺址 三層石塔)                                                                            | 경북 경주시 배동 산6-1                             | 경주시           | 2015년 3월 9일 지정                                              |      |
| 1868호   |      | 포항 보경사 적광전 (浦項 寶鏡寺 寂光殿)                                                                                              | 경북 포항시 북구 송라면 보경로 523                 | 보경사           | 2015년 3월 30일 지정                                             |      |
| 1869호   |      | 청자 상감운학문 매병 (靑磁 象嵌雲鶴文 梅甁)                                                                                          | 서울 용산구 서빙고로 137                           | 국립중앙박물관   | 2015년 4월 22일 지정                                             |      |
| 1870호   |      | 경주 황룡사 구층목탑 금동찰주본기 (慶州 皇龍寺 九層木塔 金銅刹柱本記)                                                                | 경북 경주시 일정로 186 국립경주박물관              | 국립경주박물관   | 2015년 4월 22일 지정                                             |      |
| 1871호   |      | 동제염거화상탑지 (銅製廉巨和尙塔誌)                                                                                                  | 강원 춘천시 우석로 70 국립춘천박물관               | 국립춘천박물관   | 2015년 4월 22일 지정                                             |      |
| 1872호   |      | 전 회양 장연리 금동관음보살좌상 (傳 淮陽 長淵里 金銅觀音菩薩坐像)                                                                    | 강원 춘천시 우석로 70                              | 국립춘천박물관   | 2015년 4월 22일 지정                                             |      |
| 1873호   |      | 원주 학성동 철조약사여래좌상 (原州 鶴城洞 鐵造藥師如來坐像)                                                                          | 강원 춘천시 우석로 70                              | 국립춘천박물관   | 2015년 4월 22일 지정                                             |      |
| 1874호   |      | 순천 매곡동 석탑 청동불감 및 금동아미타여래삼존좌상 (順天 梅谷洞 石塔 靑銅佛龕 및 金銅阿彌陀如來三尊坐像)                            | 광주 북구 하서로 110                               | 국립광주박물관   | 2015년 4월 22일 지정                                             |      |
| 1875호   |      | 정선필 풍악도첩 (鄭敾筆 楓嶽圖帖) | 서울 용산구 서빙고로 137                           | 국립중앙박물관   | 2015년 4월 22일 지정                                             |      |
| 1876호   |      | 완산부지도 (完山府地圖) | 전북 전주시 완산구 쑥고개로 249                    | 국립전주박물관   | 2015년 4월 22일 지정                                             |      |
| 1877호   |      | 봉화 태자사 낭공대사탑비 (奉化 太子寺 朗空大師塔碑)                                                                                  | 서울 용산구 서빙고로 137                           | 국립중앙박물관   | 2015년 4월 22일 지정                                             |      |
| 1878호   |      | 경주 호우총 출토 청동 ‘광개토대왕’명 호우 (慶州 壺杅塚 出土 靑銅 ‘廣開土大王’銘 壺杅)                                                | 서울 용산구                                        | 국립중앙박물관   | 2015년 4월 22일 지정                                             |      |
| 1879호   |      | 희경루방회도 (喜慶樓榜會圖) | 서울 중구                                          | 동국대학교박물관 | 2015년 9월 2일 지정                                              |      |
| 1880호   |      | 청주 명암동 출토 ‘단산오옥’명 고려 먹 (淸州 明岩洞 出土 ‘丹山烏玉’銘 高麗 墨)                                                        | 충북 청주시                                        | 국립청주박물관   | 2015년 10월 23일 지정                                            |      |
| 1881호   |      | 서울 창의문 (서울 彰義門) | 서울 종로구                                        | 서울특별시       | 2015년 12월 2일 지정                                             |      |

### 2016년 지정
| 번호      | 사진 | 명칭 | 소재지                                                              | 관리자 (단체)                       | 지정일                | 참조 |
| 1147-3호  |      | 묘법연화경 권5~7 (妙法蓮華經 卷五~七)                                                                                       | 서울 양천구 목2동 202-9                                             | 본각사                              | 2016년 11월 16일 지정 |      |
| 1196-2호  |      | 묘법연화경 권4~7 (妙法蓮華經卷四～七)                                                                                       | 서울 은평구 은평로 20 나길 5-23                                     | 심택사                              | 2016년 11월 16일 지정 |      |
| 1882-1호  |      | 고려 십육나한도(제7 가리가존자) (高麗 十六羅漢圖(第七 迦理迦尊者))                                                          | 부산 수영구                                                         | 현승훈                              | 2016년 1월 7일 지정   |      |
| 1882-2호  |      | 고려 십육나한도(제15 아벌다존자) (高麗 十六羅漢圖(第十五 阿伐多尊者))                                                       | 서울 용산구 서빙고로 137                                            | 국립중앙박물관                      | 2016년 1월 7일 지정   |      |
| 1883호    |      | 고려 오백나한도 (高麗 五百羅漢圖)                                                                                           | 서울 용산구 서빙고로 137                                            | 국립중앙박물관                      | 2016년 1월 7일 지정   |      |
| 1884호    |      | 신묘삼월 문무과전시방목 (辛卯三月 文武科殿試榜目)                                                                           | 서울 서초구                                                         | 홍명순                              | 2016년 1월 7일 지정   |      |
| 1885호    |      | 대불정여래밀인수증요의제보살만행수능엄경 (大佛頂如來密因修證了義諸菩薩萬行首楞嚴經)                                         | 서울 서초구                                                         | 남풍현                              | 2016년 1월 7일 지정   |      |
| 1886호    |      | 재조본 유가사지론 권20 (再雕本 瑜伽師地論 巻二十)                                                                           | 서울 서초구                                                         | 남풍현                              | 2016년 1월 7일 지정   |      |
| 1887호    |      | 노영 필 아미타여래구존도·고려 태조 담무갈보살 예배도 (魯英 筆 阿彌陀如來九尊圖·高麗 太祖 曇無竭菩薩 禮拜圖)                 | 서울 용산구 서빙고로 137                                            | 국립중앙박물관                      | 2016년 2월 22일 지정  |      |
| 1888호    |      | 구례 천은사 삼장보살도 (求禮 泉隱寺 三藏菩薩圖)                                                                             | 전남 구례군 광의면 노고단로 209, 천은사(방광리 70)                  | 천은사                              | 2016년 2월 22일 지정  |      |
| 1889호    |      | 구례 천은사 관세음·대세지보살좌상 (求禮 泉隱寺 觀世音·大勢至菩薩坐像)                                                       | 전남 구례군 광의면 노고단로 209, 천은사(방광리 70)                  | 천은사                              | 2016년 2월 22일 지정  |      |
| 1890호    |      | 익산 심곡사 칠층석탑 출토 금동불감 및 금동아미타여래칠존좌상 (益山 深谷寺 七層石塔 出土 金銅佛龕 및 金銅阿彌陀如來七尊坐像) | 전북 익산시 낭산면 장암길 113 심곡사(낭산면 낭산리 176)             | 심곡사                              | 2016년 2월 22일 지정  |      |
| 1891호    |      | 서울 흥천사 금동천수관음보살좌상 (서울 興天寺 金銅千手觀音菩薩坐像)                                                         | 서울 성북구 흥천사길 29 (돈암동)                                    | 대한불교조계종 흥천사               | 2016년 2월 22일 지정  |      |
| 1892호    |      | 익재난고 권6～7 (益齋亂藁 卷六～七)                                                                                         | 대구 달서구 달구벌대로 1095 계명대학교 동산도서관                   | 계명대학교(계명대학교 동산도서관)   | 2016년 2월 22일 지정  |      |
| 1893호    |      | 역옹패설 (櫟翁稗說) | 대구 달서구 달구벌대로 1095 계명대학교 동산도서관                   | 계명대학교(계명대학교 동산도서관)   | 2016년 2월 22일 지정  |      |
| 1894호    |      | 퇴계선생문집 (退溪先生文集)                                                                                                 | 대구 달서구 달구벌대로 1095계명대학교 동산도서관                    | 계명대학교(계명대학교 동산도서관)   | 2016년 2월 22일 지정  |      |
| 1895호    |      | 퇴계선생문집 목판 (退溪先生文集 木板)                                                                                       | 경북 안동시 도산면 퇴계로 1997(한국국학진흥원)                      | 도산서원(한국국학진흥원 목판연구소) | 2016년 2월 22일 지정  |      |
| 1896호    |      | 부산 운수사 대웅전 (釜山 雲水寺 大雄殿)                                                                                     | 부산 사상구 모라로219번길 173 (모라동, 운수사)                      | 운수사                              | 2016년 3월 2일 지정   |      |
| 1897호    |      | 서경우 초상 및 함 (徐景雨 肖像 및 函)                                                                                       | 경기 포천시 호국로                                                  | 서동성                              | 2016년 5월 3일 지정.  |      |
| 1898호    |      | 서문중 초상 및 함 (徐文重 肖像 및 函)                                                                                       | 경기 포천시 호국로                                                  | 서동성                              | 2016년 5월 3일 지정.  |      |
| 1899호    |      | 은제도금화형탁잔 (銀製鍍金花形托盞)                                                                                         | 서울 용산구 서빙고로 137                                            | 국유(국립중앙박물관)                | 2016년 5월 3일 지정.  |      |
| 1900호    |      | 주역참동계 (周易參同契) | 서울시 용산구 서빙고로 137 국립중앙박물관                           | 고령신씨 안협공파 종중              | 2016년 5월 3일 지정.  |      |
| 1901-1호  |      | 조선왕조의궤 (朝鮮王朝儀軌)                                                                                                 | 서울 관악구 관악로 1 (신림동, 서울대학교) 규장각 한국학연구원       | 국유                                | 2016년 5월 3일 지정   |      |
| 1901-2호  |      | 조선왕조의궤 (朝鮮王朝儀軌)                                                                                                 | 한국학중앙연구원                                                    | 국유                                | 2016년 5월 3일 지정   |      |
| 1901-3호  |      | 조선왕조의궤 (朝鮮王朝儀軌)                                                                                                 | 서울 종로구 효자로 12 (세종로, 국립고궁박물관)                      | 국유                                | 2016년 5월 3일 지정   |      |
| 1901-4호  |      | 조선왕조의궤 (朝鮮王朝儀軌)                                                                                                 | 경남 사천시청                                                       | 공유                                | 2016년 5월 3일 지정   |      |
| 1901-5호  |      | 조선왕조의궤 (朝鮮王朝儀軌)                                                                                                 | 서울 서초구 반포대로 201 (반포동, 국립중앙도서관)                   | 국유                                | 2016년 5월 3일 지정   |      |
| 1901-6호  |      | 조선왕조의궤 (朝鮮王朝儀軌)                                                                                                 | 한국순교자박물관                                                    | 한국순교자박물관                    | 2016년 5월 3일 지정   |      |
| 1901-7호  |      | 조선왕조의궤 (朝鮮王朝儀軌)                                                                                                 | 서울 용산구 서빙고로 137 (용산동6가, 국립중앙박물관)                | 국유                                | 2016년 5월 3일 지정   |      |
| 1901-8호  |      | 조선왕조의궤 (朝鮮王朝儀軌)                                                                                                 | 서울 서대문구 연세로 50 (신촌동, 연세대학교)                        | 연세대학교                          | 2016년 5월 3일 지정   |      |
| 1901-9호  |      | 조선왕조의궤 (朝鮮王朝儀軌)                                                                                                 | 삼척시립박물관                                                      | 공유                                | 2016년 5월 3일 지정   |      |
| 1901-10호 |      | 조선왕조의궤 (朝鮮王朝儀軌)                                                                                                 | 서울 종로구 새문안로 55 (신문로2가)                                 | 공유                                | 2016년 5월 3일 지정   |      |
| 1901-11호 |      | 조선왕조의궤 (朝鮮王朝儀軌)                                                                                                 | 청주시고인쇄박물관                                                  | 공유                                | 2016년 5월 3일 지정   |      |
| 1901-12호 |      | 조선왕조의궤 (朝鮮王朝儀軌)                                                                                                 | 서울 서대문구 이화여대길 52 (대현동, 이화여자대학교)                | 이화여자대학교                      | 2016년 5월 3일 지정   |      |
| 1902호    |      | 제주향교 대성전 (濟州鄕校 大成殿)                                                                                           | 제주 제주시 서문로 43 (용담일동, 제주향교)                          | 제주특별자치도향교재단              | 2016년 6월 13일 지정  |      |
| 1903호    |      | 고려 수월관음보살도 (高麗 水月觀音菩薩圖)                                                                                   | 서울 관악구 남부순환로 152길 53(미성동 1707)                        | 성보문화재단(호림박물관)            | 2016년 7월 1일 지정   |      |
| 1904호    |      | 김천 갈항사지 동·서 삼층석탑출토 사리장엄구 (金泉 葛項寺址 東·西 三層石塔 出土 舍利莊嚴具)                                  | 대구 수성구 청호로 321(황금동 70)                                   | 국유 (국립대구박물관)               | 2016년 7월 1일 지정   |      |
| 1905호    |      | 서울 청진동 출토 백자항아리 (서울 淸進洞 出土 白磁壺)                                                                       | 서울 종로구 새문안로 55 서울역사박물관                              | 국유 (서울역사박물관)               | 2016년 7월 1일 지정   |      |
| 1906호    |      | 대명률 (大明律) | 경북 영천시 고정면 석계리 5-2(고경박물관)                           | 김영옥                              | 2016년 7월 1일 지정   |      |
| 1907호    |      | 함통6년명 청동북 (咸通六年銘 靑銅金鼓)                                                                                      | 서울 용산구 서빙고로 137 (용산동6가, 국립중앙박물관)                | 국유 (국립중앙박물관)               | 2016년 9월 1일 지정   |      |
| 1908호    |      | 묘법연화경 목판 (妙法蓮華經 木板)                                                                                           | 인천 강화군 전등사로 37-41 (길상면, 전등사)                         | 전등사                              | 2016년 9월 1일 지정   |      |
| 1909호    |      | 대방광불화엄경소 목판 (大方廣佛華嚴經疏 木板)                                                                               | 전남 순천시 송광사안길 100 (송광면, 송광사)                         | 송광사                              | 2016년 9월 1일 지정   |      |
| 1910호    |      | 계초심학인문(언해) 목판 (誡初心學人文(諺解) 木板)                                                                           | 전남 순천시 송광사안길 100 (송광면, 송광사)                         | 송광사                              | 2016년 9월 1일 지정   |      |
| 1911호    |      | 인천안목 목판 (人天眼目 木板)                                                                                               | 전남 순천시 송광사안길 100 (송광면, 송광사)                         | 송광사                              | 2016년 9월 1일 지정   |      |
| 1912호    |      | 종경촬요 목판 (宗鏡撮要 木板)                                                                                               | 전남 순천시 송광사안길 100 (송광면, 송광사)                         | 송광사                              | 2016년 9월 1일 지정   |      |
| 1913호    |      | 청량답순종심요법문 목판 (淸凉答順宗心要法門 木板)                                                                           | 전남 순천시 송광사안길 100 (송광면, 송광사)                         | 송광사                              | 2016년 9월 1일 지정   |      |
| 1914호    |      | 천지명양수륙잡문 목판 (天地冥陽水陸雜文 木板)                                                                               | 전남 순천시 송광사안길 100 (송광면, 송광사)                         | 송광사                              | 2016년 9월 1일 지정   |      |
| 1915호    |      | 달마대사관심론 목판 (達磨大師觀心論 木板)                                                                                   | 충남 서산시 개심사로 321-86 (운산면, 개심사)                        | 개심사                              | 2016년 9월 1일 지정   |      |
| 1916호    |      | 달마대사혈맥론 목판 (達磨大師血脈論 木板)                                                                                   | 충남 서산시 개심사로 321-86 (운산면, 개심사)                        | 개심사                              | 2016년 9월 1일 지정   |      |
| 1917호    |      | 예천 야옹정 (醴泉 野翁亭)                                                                                                   | 경북 예천군 맛질길 55 (용문면)                                      | 권재철                              | 2016년 9월 9일 지정   |      |
| 1918호    |      | 고창 문수사 목조석가여래삼불좌상 (高敞 文殊寺 木造釋迦如來三佛坐像)                                                         | 전북 고창군 고수면 칠성길 135 문수사                                | 대한불교조계종 문수사               | 2016년 11월 16일 지정 |      |
| 1919호    |      | 봉화 청량사 건칠약사여래좌상 및 복장유물 (奉化 淸凉寺 乾漆藥師如來坐像 및 腹藏遺物)                                         | 경북 봉화군 명호면 북곡리 247 청량사                                | 대한불교조계종 청량사               | 2016년 11월 16일 지정 |      |
| 1920호    |      | 고창 문수사 목조지장보살좌상 및 시왕상 일괄 (高敞 文殊寺 木造地藏菩薩坐像 및 十王像 一括)                                   | 전북 고창군 고수면 칠성길 135 문수사                                | 대한불교조계종 문수사               | 2016년 11월 16일 지정 |      |
| 1921호    |      | 양산 금조총 출토 유물 일괄 (梁山 金鳥塚 出土 遺物 一括)                                                                     | 부산 서구 구덕로 (부민동2가, 동아대학교부민캠퍼스) 동아대학교박물관 | 국유(동아대학교박물관)              | 2016년 11월 16일 지정 |      |
| 1922호    |      | 부산 복천동 출토 금동관 (釜山 福泉洞 出土 金銅冠)                                                                           | 경남 김해시 가야의길 190 (구산동, 국립김해박물관)                   | 국유(국립김해박물관)                | 2016년 11월 16일 지정 |      |
| 1923호    |      | 정조 어찰첩 (正祖 御札牒)                                                                                                   | 서울 강남구 언주로 172길 23 (주)케이옥션                            | 케이옥션                            | 2016년 11월 16일 지정 |      |
| 1924호    |      | 조선경국전 (朝鮮經國典) | 경기 수원시 팔달구 창룡대로 21                                      | 공유(수원화성박물관)                | 2016년 11월 16일 지정 |      |

### 2017년 지정
| 번호     | 사진 | 명칭 | 소재지                                                                  | 관리자 (단체)                    | 지정일                                                           | 참조 |
| 1281-5호 |      | 자치통감 권57~60 (資治通鑑 卷五十七~六十) (Jachi tonggam (Comprehensive Mirror for Aid in Government), Volumes 57-60) | 부산 기장군                                                             | 김＊＊＊                         | 2017년 8월 31일 지정                                             |      |
| 1925호   |      | 금강산 출토 이성계 발원 사리장엄구 일괄 (金剛山 出土 李成桂 發願 舍利莊嚴具 一括)                                     | 서울 용산구 서빙고로 137 (용산동6가, 국립중앙박물관)                    | 국유                             | 2017년 1월 2일 지정                                              |      |
| 1926호   |      | 협주명현십초시 (夾注名賢十抄詩)                                                                                       | 경기 성남시 분당구 하오개길 110, 한국학중앙연구원                       | 손성훈 (한국학중앙연구원 장서각) | 2017년 1월 2일 지정                                              |      |
| 1927호   |      | 박동형 초상 및 함 (朴東亨 肖像 및 函)                                                                                 | 경기 성남시 분당구 하오개길 110, 한국학중앙연구원                       | 박무남 (한국학중앙연구원 장서각) | 2017년 1월 2일 지정                                              |      |
| 1928호   |      | 경주 미탄사지 삼층석탑 (慶州 味呑寺址 三層石塔)                                                                       | 경북 경주시 구황동 433-4 외 2필지                                       | 국유                             | 2017년 1월 11일 지정                                             |      |
| 1929호   |      | 김윤겸 필 영남기행화첩 (金允謙 筆 嶺南紀行畵帖)                                                                       | 부산 서구 구덕로 225 (부민동2가, 동아대학교부민캠퍼스) 동아대학교박물관 | 동아대학교 (동아대학교박물관)    | 2017년 3월 8일 지정                                              |      |
| 1930호   |      | 청자 퇴화초화문 표주박모양 주전자 및 승반 (靑磁 堆花草花文 瓢形 注子 및 承盤)                                         | 서울 용산구 서빙고로 137 (용산동6가, 국립중앙박물관)                    | 국유 (국립중앙박물관)            | 2017년 3월 8일 지정                                              |      |
| 1931호   |      | 청자 죽순모양 주전자 (靑磁 竹筍形 注子)                                                                               | 서울 용산구 서빙고로 137 (용산동6가, 국립중앙박물관)                    | 국유 (국립중앙박물관)            | 2017년 3월 8일 지정                                              |      |
| 1932호   |      | 청자 투각연당초문 붓꽂이 (靑磁 透刻蓮唐草文 筆架)                                                                     | 서울 용산구 서빙고로 137 (용산동6가, 국립중앙박물관)                    | 국유 (국립중앙박물관)            | 2017년 3월 8일 지정                                              |      |
| 1933호   |      | 경주 불국사 삼장보살도 (慶州 佛國寺 三藏菩薩圖)                                                                       | 경북 경주시 불국로 385 (진현동, 불국사)                                 | 대한불교조계종 불국사            | 2017년 3월 8일 지정                                              |      |
| 1934호   |      | 곡성 도림사 아미타여래설법도 (谷城 道林寺 阿彌陀如來說法圖)                                                           | 전남 곡성군 도림로 175 (곡성읍)                                         | 대한불교조계종 도림사            | 2017년 3월 8일 지정                                              |      |
| 1935호   |      | 경주 남산 용장계 지곡 제3사지 삼층석탑 (慶州 南山 茸長溪 池谷 第3寺址 三層石塔)                                       | 경북 경주시 남산동 산36-4                                               | 국유                             | 2017년 4월 7일 지정                                              |      |
| 1936호   |      | 최석정 초상 및 함 (崔錫鼎 肖像 및 函)                                                                                 | 충북 청주시 상당구 명암로 143 (명암동, 국립청주박물관)                  | 국유 (국립청주박물관)            | 2017년 5월 8일 지정                                              |      |
| 1937호   |      | 신여량 상가교서 (申汝樑賞加敎書)                                                                                      | 광주 북구 하서로 110 (매곡동, 국립광주박물관)                           | 국유 (국립광주박물관)            | 2017년 5월 8일 지정                                              |      |
| 1938호   |      | 신여량 밀부유서 (申汝樑密符諭書)                                                                                      | 광주 북구 하서로 110 (매곡동, 국립광주박물관)                           | 국유 (국립광주박물관)            | 2017년 5월 8일 지정                                              |      |
| 1939호   |      | 대불정여래밀인수증요의제보살만행수능엄경 (大佛頂如來密因脩證了義諸菩薩萬行首楞嚴經)                                   | 경북 경산시 대학로 280 (대동, 영남대학교)                               | 영남대학교                       | 2017년 5월 8일 지정                                              |      |
| 1940호   |      | 초조본 대방광불화엄경 주본 권41 (初雕本 大方廣佛華嚴經 周本 卷41)                                                     | 경북 경산시 대학로 280 (대동, 영남대학교)                               | 영남대학교                       | 2017년 5월 8일 지정                                              |      |
| 1941호   |      | 청주 비중리 석조여래삼존상 및 석조여래입상 (淸州飛中里石造如來三尊像 및 石造如來立像)                                 | 충북 청주시 청원구 내수읍 비중리 207-1                                  | 초계변씨승지공파종중(청주시)     | 2017년 6월 23일 지정                                             |      |
| 1942호   |      | 화성 용주사 대웅보전 (華城 龍珠寺 大雄寶殿)                                                                           | 경기 화성시 용주로 136 (송산동)                                         | 용주사                           | 2017년 8월 14일 지정                                             |      |
| 1943호   |      | 재조본 사분율 권47～50 (再雕本 四分律 卷四十七~五十)                                                                  | 부산 서구 구덕로 225, 부민동 2가 동아대학교박물관                       | 김미정                           | 2017년 8월 31일 지정                                             |      |
| 1944호   |      | 밀양 표충사 삼층석탑 출토 유물 일괄 (密陽 表忠寺 三層石塔 出土 遺物 一括)                                             | 경남 밀양시 단장면 표충로 1338(단장면 구천리 23)                        | 대한불교조계종 표충사            | 2017년 10월 31일 지정                                            | ,    |
| 1945호   |      | 구미 대둔사 대웅전 (龜尾 大芚寺 大雄殿)                                                                               | 경북 구미시 산촌옥관로 691-78 (옥성면, 대둔사)                          | 대둔사                           | 2017년 11월 28일 지정                                            |      |
| 1946호   |      | 신한첩 곤 (宸翰帖 坤)                                                                                                 | 대구 달서구 달구벌대로 1095, 동산도서관 (신당동,계명대학교성서캠퍼스)   | 계명대학교 동산도서관            | 2010년 1월 4일 지정, 2017년 10월 31일 변경                       |      |
| 1947호   |      | 숙명신한첩 (淑明宸翰帖)                                                                                               | 충북 청주시 상당구 명암로 143, 국립청주박물관 (명암동)                  | 국립청주박물관                   | 2010년 1월 4일 지정, 2017년 10월 31일 변경, 2017년 12월 8일 정정 |      |
| 1948호   |      | 법계성범수륙승회수재의궤 (法界聖凡水陸勝會修齋儀軌)                                                                   | 강원 동해시 발한천로 43-68                                              | 향운암(香雲庵)                   | 2017년 12월 26일 지정                                            |      |
| 1949호   |      | 정선 필 해악전신첩 (鄭敾 筆 海嶽傳神帖)                                                                               | 서울 성북구 성북로 102-1                                                | 전성우·전영우(간송미술문화재단)  | 2017년 12월 26일 지정                                            |      |
| 1950호   |      | 정선 필 경교명승첩 (鄭敾 筆 京郊名勝帖)                                                                               | 서울 성북구 성북로 102-1                                                | 전성우·전영우(간송미술문화재단)  | 2017년 12월 26일 지정                                            |      |
| 1951호   |      | 정선 필 풍악내산총람도 (鄭敾 筆 楓嶽內山總覽圖)                                                                       | 서울 성북구 성북로 102-1                                                | 전성우·전영우(간송미술문화재단)  | 2017년 12월 26일 지정                                            |      |
| 1952호   |      | 정선 필 청풍계도 (鄭敾 筆 淸風溪圖)                                                                                   | 서울 성북구 성북로 102-1                                                | 전성우·전영우(간송미술문화재단)  | 2017년 12월 26일 지정                                            |      |
| 1953호   |      | 정선 필 여산초당도 (鄭敾 筆 廬山草堂圖)                                                                               | 서울 성북구 성북로 102-1                                                | 전성우·전영우(간송미술문화재단)  | 2017년 12월 26일 지정                                            |      |
| 1954호   |      | 청자 음각환문 병 (靑磁 陰刻環文 甁)                                                                                   | 서울 성북구 성북로 102-1                                                | 전성우·전영우(간송미술문화재단)  | 2017년 12월 26일 지정                                            |      |
| 1955호   |      | 청자 양각도철문 정형 향로 (靑磁 陽刻饕餮文 鼎形 香爐)                                                                 | 서울 성북구 성북로 102-1                                                | 전성우·전영우(간송미술문화재단)  | 2017년 12월 26일 지정                                            |      |
| 1956호   |      | 청도 용천사 영산회상도 (靑道 湧泉寺 靈山會上圖)                                                                       | 경북 청도군 각북면 헐티로 1357-9                                        | 대한불교조계종 용천사            | 2017년 12월 26일 지정                                            |      |
| 1957호   |      | 청도 대비사 영산회상도 (靑道 大悲寺 靈山會上圖)                                                                       | 경북 청도군 금천면 박곡길 590(박곡리 794                                | 대한불교조계종 대비사            | 2017년 12월 26일 지정                                            |      |
| 1958호   |      | 예천 보문사 삼장보살도 (醴泉 普門寺 三藏菩薩圖)                                                                       | 경북 예천군 보문면 보문사길 24                                          | 대한불교조계종 보문사            | 2017년 12월 26일 지정                                            |      |
| 1959호   |      | 묘법연화경 목판 (妙法蓮華經 木板)                                                                                     | 전남 해남군 삼산면 대흥사길 400 대흥사                                  | 대한불교조계종 대흥사            | 2017년 12월 26일 지정                                            |      |
| 1960호   |      | 불설대보부모은중경(언해) 목판 (佛說大報父母恩重經(諺解) 木板)                                                         | 충남 아산시 염치읍 산양리 220                                           | 대한불교조계종 세심사            | 2017년 12월 26일 지정                                            |      |
| 1961호   |      | 묘법연화경 목판 (妙法蓮華經 木板)                                                                                     | 충남 서산시 운산면 개심사로 321-86 개심사                               | 대한불교조계종 개심사            | 2017년 12월 26일 지정                                            |      |
| 1962호   |      | 계초심학인문 목판 (誡初心學人文 木板)                                                                                 | 충남 서산시 운산면 개심사로 321-86 개심사                               | 대한불교조계종 개심사            | 2017년 12월 26일 지정                                            |      |
| 1963호   |      | 도가논변모자리혹론 목판 (道家論辨牟子理惑論 木板)                                                                     | 충남 서산시 운산면 개심사로 321-86 개심사                               | 대한불교조계종 개심사            | 2017년 12월 26일 지정                                            |      |
| 1964호   |      | 몽산화상육도보설 목판 (蒙山和尙六道普說 木板)                                                                         | 충남 서산시 운산면 개심사로 321-86 개심사                               | 대한불교조계종 개심사            | 2017년 12월 26일 지정                                            |      |
| 1965호   |      | 예수시왕생칠재의찬요 목판 (豫修十王生七齋儀纂要 木板)                                                                 | 충남 서산시 운산면 개심사로 321-86 개심사                               | 대한불교조계종 개심사            | 2017년 12월 26일 지정                                            |      |
| 1966호   |      | 성관자재구수육자선정 목판 (聖觀自在求修六字禪定 木板)                                                                 | 충남 서산시 운산면 개심사로 321-86 개심사                               | 대한불교조계종 개심사            | 2017년 12월 26일 지정                                            |      |
| 1967호   |      | 오대진언 목판 (五大眞言 木板)                                                                                         | 충남 서산시 운산면 개심사로 321-86 개심사                               | 대한불교조계종 개심사            | 2017년 12월 26일 지정                                            |      |

### 2018년 지정
| 번호     | 사진                    | 명칭 | 소재지                                               | 관리자 (단체)                              | 지정일                | 참조 |
| 1281-6호 |                         | 자치통감 권129～132 (資治通鑑 卷一百二十九～一百三十二) (Jachi tonggam (Comprehensive Mirror for Aid in Government), Volumes 129-132) | 대구 동구 팔공로 1396-11                             | 권** (한국불교 조선종 성불사)              | 2018년 10월 4일 지정  |      |
| 1968호   |                         | 금강반야바라밀경 및 제경 (金剛般若波羅蜜經 및 諸經)                                                                                   | 경남 합천군 가야면 해인사길 153                      | 대한불교조계종 해인사 용탑선원             | 2018년 2월 22일       |      |
| 1969호   |                         | 이광사 필 서결 (李匡師 筆 書訣) | 서울 성북구 성북로 102-11                            | 전**․전**(간송미술문화재단)                | 2018년 2월 22일       |      |
| 1970호   |                         | 김홍도 필 마상청앵도 (金弘道 筆 馬上聽鶯圖)                                                                                           | 서울 성북구 성북로 102-11                            | 전**․전**(간송미술문화재단)                | 2018년 2월 22일       |      |
| 1971호   |                         | 김홍도 필 고사인물도 (金弘道 筆 故事人物圖)                                                                                           | 서울 성북구 성북로 102-11                            | 전**․전**(간송미술문화재단)                | 2018년 2월 22일       |      |
| 1972호   |                         | 김홍도 필 과로도기도 (金弘道 筆 果老倒騎圖)                                                                                           | 서울 성북구 성북로 102-11                            | 전**․전**(간송미술문화재단)                | 2018년 2월 22일       |      |
| 1973호   |                         | 신윤복 필 미인도 (申潤福 筆 美人圖)                                                                                                   | 서울 성북구 성북로 102-11                            | 전**․전**(간송미술문화재단)                | 2018년 2월 22일       |      |
| 1974호   |                         | 백자 사옹원인 (白磁 司饔院印) | 서울 성북구 성북로 102-11                            | 전**․전**(간송미술문화재단)                | 2018년 2월 22일       |      |
| 1975호   |                         | 나전경함 (螺鈿經函) | 서울 용산구 서빙고로 137 (용산동6가, 국립중앙박물관) | 국립중앙박물관                             | 2018년 2월 22일       |      |
| 1976호   |                         | 서산 명종대왕 태실 및 비 (瑞山 明宗大王 胎室 및 碑)                                                                                   | 충남 서산시 운산면 태봉리 산6-2                      | 서산시장                                   | 2018년 3월 26일 지정  |      |
| 1977호   |                         | 경주 방형대좌 석조여래좌상 (慶州 方形臺座 石造如來坐像)                                                                               | 서울 종로구 청와대로                                 | 국유 (대통령비서실)                        | 2018년 4월 20일 지정  |      |
| 1978호   |                         | 김정희 필 대팽고회 (金正喜 筆 大烹高會)                                                                                               | 서울 성북구 성북로 102-11                            | 전**․전** (간송미술문화재단)               | 2018년 4월 20일 지정  |      |
| 1979호   |                         | 김정희 필 차호호공 (金正喜 筆 且呼好共)                                                                                               | 서울 성북구 성북로 102-11                            | 전**․전** (간송미술문화재단)               | 2018년 4월 20일 지정  |      |
| 1980호   |                         | 김정희 필 침계 (金正喜 筆 梣溪) | 서울 성북구 성북로 102-11                            | 전**․전** (간송미술문화재단)               | 2018년 4월 20일 지정  |      |
| 1981호   |                         | 속초 신흥사 극락보전 (束草 神興寺 極樂寶殿)                                                                                           | 강원 속초시 설악동 170                               | 신흥사                                     | 2018년 6월 4일 지정   |      |
| 1982호   |                         | 김정희 필 서원교필결후 (金正喜 筆 書員嶠筆訣後)                                                                                       | 서울 성북구 성북로 102-11                            | 전**․전** (간송미술문화재단)               | 2018년 6월 27일 지정  |      |
| 1983호   |                         | 김정희 필 난맹첩 (金正喜 筆 蘭盟帖)                                                                                                   | 서울 성북구 성북로 102-11                            | 전**․전** (간송미술문화재단)               | 2018년 6월 27일 지정  |      |
| 1984호   |                         | 이정 필 삼청첩 (李霆 筆 三淸帖) | 서울 성북구 성북로 102-11                            | 전**․전** (간송미술문화재단)               | 2018년 6월 27일 지정  |      |
| 1985호   |                         | 이징 필 산수화조도첩 (李澄 筆 山水花鳥圖帖)                                                                                           | 서울 성북구 성북로 102-11                            | 전**․전** (간송미술문화재단)               | 2018년 6월 27일 지정  |      |
| 1986호   |                         | 심사정 필 촉잔도권 (沈師正 筆 蜀棧圖卷)                                                                                               | 서울 성북구 성북로 102-11                            | 전**․전** (간송미술문화재단)               | 2018년 6월 27일 지정  |      |
| 1987호   |                         | 김득신 필 풍속도 화첩 (金得臣 筆 風俗圖 畵帖)                                                                                         | 서울 성북구 성북로 102-11                            | 전**․전** (간송미술문화재단)               | 2018년 6월 27일 지정  |      |
| 1988호   | 감지은니 범망경보살계품 | 감지은니 범망경보살계품 (紺紙銀泥 梵網經菩薩戒品)                                                                                     | 서울 용산구 서빙고로 137 (용산동6가, 국립중앙박물관) | 국립중앙박물관                             | 2018년 6월 27일 지정  |      |
| 1989호   |                         | 송조표전총류 권6～11 (宋朝表箋總類 卷6～11)                                                                                           | 서울 용산구 이태원로 55길 60-16                      | 이** (삼성문화재단)                        | 2018년 6월 27일 지정  |      |
| 1990호   |                         | 대곡사명 감로왕도 (大谷寺銘 甘露王圖)                                                                                                 | 전북 익산시 익산대로 460                             | 원광대학교 (원광대학교 박물관)             | 2018년 6월 27일 지정  |      |
| 1991호   |                         | 익산 미륵사지 서탑 출토 사리장엄구 (益山 彌勒寺址 西塔 出土 舍利莊嚴具)                                                               | 전북 익산시 금마면 미륵사지로 362                    | 국유(국립익산미륵사지유물전시관)           | 2018년 6월 27일 지정  |      |
| 1992호   |                         | 이숙기 좌리공신교서 (李淑琦 佐理功臣敎書)                                                                                             | 경북 김천시 구성면 상원리 53                         | 이**                                       | 2018년 6월 27일 지정  |      |
| 1993호   |                         | 분청사기 상감 '경태5년명' 이선제 묘지 (粉靑沙器 象嵌 '景泰5年銘' 李先齊 墓誌)                                                         | 광주 북구 하서로 110                                 | 국유(국립광주박물관)                       | 2018년 6월 27일 지정  |      |
| 1994호   |                         | 지장시왕도 (地藏十王圖) | 서울 관악구 남부 순환로 152길 53 호림박물관          | 성보문화재단(호림박물관)                   | 2018년 6월 27일 지정  |      |
| 1995호   |                         | 평창 오대산 중대 적멸보궁 (平昌 五臺山 中臺 寂滅寶宮)                                                                                 | 강원 평창군 진부면 동산리 산1번지                    | 월정사                                     | 2018년 7월 4일 지정   |      |
| 1996호   |                         | 포항 보경사 비로자나불도 (浦港 寶鏡寺 毘盧遮那佛圖)                                                                                   | 경북 포항시 북구 송라면 보경로 523                   | 대한불교조계종 보경사                      | 2018년 8월 21일 지정  | ,    |
| 1997호   |                         | 평양성도 병풍 (平壤城圖 屛風) | 인천 남구 비류대로 55번길                            | 인천광역시 (인천광역시립박물관 송암미술관) | 2018년 8월 21일 지정  | ,    |
| 1998호   |                         | 진도 쌍계사 목조석가여래삼존좌상 (珍島 雙溪寺 木造釋迦如來三尊坐像)                                                                   | 전남 진도군 의신면 운림산방로 299-30                 | 대한불교조계종 쌍계사                      | 2018년 10월 4일 지정  | ,    |
| 1999호   |                         | 대구 동화사 목조아미타여래삼존상 (大邱 桐華寺 木造阿彌陀如來三尊像)                                                                   | 대구 동구 동화사길 1길                               | 대한불교조계종 동화사                      | 2018년 10월 4일 지정  | ,    |
| 2000호   |                         | 김홍도 필 삼공불환도 (金弘道 筆 三公不換圖)                                                                                           | 서울 용산구 이태원로 50                              | 이건희 (삼성문화재단)                      | 2018년 10월 4일 지정  | ,    |
| 2001호   |                         | 경주 황오동 금귀걸이 (慶州 皇吾洞 金製耳)                                                                                             | 서울 용산구 서빙고로 137                             | 국유 (국립중앙박물관)                      | 2018년 10월 30일 지정 | ,    |
| 2002호   |                         | 이익태 지영록 (李益泰 知瀛錄) | 제주 제주시 일주동로 17                              | 국유 (국립제주박물관)                      | 2018년 10월 30일 지정 | ,    |
| 2003호   | .                       | 남양주 불암사 목조관음보살좌상 (南楊州 佛巖寺 木造觀音菩薩坐像)                                                                       | 경기 남양주시 별내동 불암산로 190                    | 대한불교조계종 불암사                      | 2018년 10월 30일 지정 | ,    |
| 2004호   | .                       | 서울 칠보사 목조석가여래좌상 (서울 七寶寺 木造釋迦如來坐像)                                                                           | 서울 종로구 삼청로 9                                 | 대한불교조계종 선학원 칠보사               | 2018년 10월 30일 지정 | ,    |
| 2005호   | .                       | 군위 법주사 괘불도 (軍威 法住寺 掛佛圖)                                                                                               | 대구 군위군 소보면 달산 3길 215                      | 대한불교조계종 법주사                      | 2018년 11월 27일 지정 | ,    |
| 2006호   | .                       | 예산 대련사 비로자나불 괘불도 (禮山 大蓮寺 毘盧遮那佛 掛佛圖)                                                                         | 충남 예산군 광시면 동산 2길 119                      | 대한불교조계종 대련사                      | 2018년 11월 27일 지정 | ,    |
| 2007호   |                         | 상주 남장사 영산회 괘불도 (尙州 南長寺 靈山會 掛佛圖)                                                                                 | 경북 상주시 남장1길 259-22                           | 대한불교조계종 남장사                      | 2018년 11월 27일 지정 | ,    |
| 2008호   | .                       | 경선사명 청동북 (景禪寺銘 金鼓) | 서울 용산구 이태원로 55길 60-16                      | 이** (삼성문화재단)                        | 2018년 11월 27일 지정 | ,    |
| 2009호   | .                       | 장철 정사공신녹권 (張哲 定社功臣錄券)                                                                                                 | 충남 천안시 동남구 천안대로 429-13                   | 장** (천안박물관)                          | 2018년 11월 27일 지정 | ,    |
| 2010호   |                         | 경주 얼굴무늬 수막새 (慶州 人面文 圓瓦當)                                                                                             | 경북 경주시 일정로 186                               | 국유 (국립경주박물관)                      | 2018년 11월 27일 지정 | ,    |

### 2019년 지정
| 번호   | 사진 | 명칭                                                                                           | 소재지 | 관리자 (단체)                                      | 지정일                | 참조 |
| 2011호 |      | 목포 달성사 목조지장보살삼존상 및 시왕상 일괄 (木浦 達聖寺 木造地藏菩薩三尊像 및 十王像 一括)  | 전남 목포시 유달로 173 | 대한불교조계종 달성사                              | 2019년 1월 3일 지정   | ,    |
| 2012호 |      | ‘회암사’명 약사여래삼존도 (‘檜巖寺’銘 藥師如來三尊圖)                                          | 서울 용산구 서빙고로 137 | 국유 (국립중앙박물관)                              | 2019년 1월 3일 지정   | ,    |
| 2013호 |      | 남양주 수종사 사리탑 (南楊州 水鐘寺 舍利塔)                                                    | 경기 남양주시 조안면 송촌리 1060 | 대한불교조계종 수종사                              | 2019년 1월 25일 지정  | ,    |
| 2014호 |      | 제진언집 목판 (諸眞言集 木板)                                                                  | 강원 속초시 설악산로 1137 | 대한불교조계종 신흥사                              | 2019년 3월 6일 지정   | ,    |
| 2015호 |      | 고려 천수관음보살도 (高麗 千手觀音菩薩)                                                        | 서울 용산구 이태원로 55길 60-16 | 이** (삼성문화재단)                                | 2019년 3월 6일 지정   | ,    |
| 2016호 |      | 불정심관세음보살대다라니경 (佛頂心觀世音菩薩大陁羅尼經)                                        | 전남 장흥군 장흥읍 산단4로 98-69 묘덕사 | 대한불교조계종 묘덕사                              | 2019년 3월 6일 지정   | ,    |
| 2017호 |      | 경산 신대리 1호 목관묘 출토 청동호랑이모양 띠고리 (慶山 新垈里 一號 木棺墓 出土 靑銅虎形 帶鉤) | 대구 수성구 청호로 321 국립대구박물관 | 국유 (국립대구박물관)                              | 2019년 3월 6일 지정   | ,    |
| 2018호 |      | 고령 지산동 32호분 출토 금동관 (高靈 池山洞 三十二號墳 出土 金銅冠)                            | 서울 용산구 서빙고로 137 (용산동6가, 국립중앙박물관)                                                                                             | 국유 (국립중앙박물관)                              | 2019년 3월 6일 지정   | ,    |
| 2019호 |      | 부산 복천동 22호분 출토 청동칠두령 (釜山 福泉洞 二十二號墳 出土 靑銅七頭鈴)                    | 경남 김해시 가야의길 190 (구산동, 국립김해박물관)                                                                                                | 국유 (국립김해박물관)                              | 2019년 3월 6일 지정   | ,    |
| 2020호 |      | 부산 복천동 38호분 출토 철제갑옷 일괄 (釜山 福泉洞 三十八號墳 出土 鐵製甲冑 一括))             | 부산 동래구 복천로 63 (복천동, 복천박물관) | 국유 (국립김해박물관)                              | 2019년 3월 6일 지정   | ,    |
| 2021호 | .    | 보령 성주사지 동 삼층석탑 (保寧 聖住寺址 東 三層石塔)                                          | 충남 보령시 성주면 성주리 73번지 | 국유(보령시)                                       | 2019년 3월 28일 지정  | ,    |
| 2022호 |      | 군위 인각사 출토 공양구 일괄 (軍威 麟角寺 出土 供養具 一括)                                    | 서울 종로구 우정국로 55 불교중앙박물관 | 대한불교조계종 인각사 (불교중앙박물관)             | 2019년 5월 2일 지정   | ,    |
| 2023호 |      | 신간유편역거삼장문선대책 권5～6 (新刊類編歷擧三場文選對策 卷五～六))                           | 서울 서초구 | 조**                                               | 2019년 5월 2일 지정   | ,    |
| 2024호 |      | 구례 천은사 극락보전 (求禮 泉隱寺 極樂寶殿)                                                    | 전남 구례군 노고단로 209 (광의면) | 선은사                                             | 2019년 5월 23일 지정  | ,    |
| 2025호 | .    | 구미 대둔사 삼장보살도 (龜尾 大芚寺 三藏菩薩圖)                                                | 경북 구미시 옥성면 산촌옥관로 691-78 | 대한불교조계종 대둔사                              | 2019년 6월 26일 지정  | ,    |
| 2026호 | .    | 김천 직지사 괘불도 (金泉 直指寺 掛佛圖)                                                        | 경북 김천시 직지사길 95 | 대한불교조계종 직지사                              | 2019년 6월 26일 지정  | ,    |
| 2027호 | .    | 도은선생시집 권1～2 (陶隱先生詩集 卷一～二)                                                    | 서울특별시 서초구 | 조**․조**․조**․조**                                | 2019년 6월 26일 지정  | ,    |
| 2028호 |      | 도기 연유인화문 항아리 일괄 (陶器 鉛釉印花文 壺 一括)                                          | 경북 경주시 일정로 186 (인왕동, 국립경주박물관)                                                                                                  | 국유(국립중앙박물관)                               | 2019년 6월 26일 지정  | ,    |
| 2029호 |      | 이인문 필 강산무진도 (李寅文 筆 江山無盡圖)                                                    | 서울 용산구 서빙고로 137 | 국유(국립중앙박물관)                               | 2019년 6월 26일 지정  | ,    |
| 2030호 | .    | 신편유취대동시림 권9～11, 31～39 (新編類聚大東詩林 卷九～十一, 三十一～三十九)                 | 대구 달서구 달구벌대로 1095 | 계명대학교(계명대학교 동산도서관)                  | 2019년 6월 26일 지정  | ,    |
| 2031호 | .    | 고창 선운사 참당암 석조지장보살좌상 (高敞 禪雲寺 懺堂庵 石造地藏菩薩坐)                        | 전북 고창군 아산면 선운사로 250 | 대한불교조계종 선운사                              | 2019년 6월 26일 지정  | ,    |
| 2032호 | .    | 혼개통헌의 (渾蓋通憲儀)                                                                        | 경기 남양주시 조안면 다산로 747번지 16길 실학박물관                                                                                              | 경기도(실학박물관)                                 | 2019년 6월 26일 지정  | ,    |
| 2033호 |      | 완주 갈동 출토 동검동과 거푸집 일괄 (完州 葛洞 出土 銅劍銅戈 鎔范 一括)                        | 전북 전주시 완산구 쑥고개로 249 국립전주박물관                                                                                                   | 국유(국립전주박물관)                               | 2019년 6월 26일 지정  | ,    |
| 2034호 |      | 완주 갈동 출토 정문경 일괄 (完州 葛洞 出土 精文鏡 一括)                                        | 5호 토광묘 출토 정문경: 전라북도 전주시 완산구 쑥고개로 249 국립전주박물관 7호 토광묘 출토 정문경: 서울특별시 용산구 서빙고로 137 국립중앙박물관 | 국유(국립전주박물관)                               | 2019년 6월 26일 지정  | ,    |
| 2035호 |      | 수원 화령전 운한각·복도각·이안청 (水原華寧殿雲漢閣·複道閣·移安廳)                              | 경기 수원시 팔달구 신풍로 23번길 15 | 국유(수원시)                                       | 2019년 8월 29일 지정  | ,    |
| 2036호 |      | 안성 칠장사 대웅전 (安城 七長寺 大雄殿)                                                        | 경기 안성시 죽산면 칠장로 399-18 | 대한불교조계종 칠장사                              | 2019년 8월 29일 지정  | ,    |
| 2037호 |      | 나주 금성관 (羅州 錦城館)                                                                      | 전남 나주시 금성관길 8 (나주시 과원동 109-5) | 나주시(나주시)                                     | 2019년 10월 25일 지정 | ,    |
| 2038호 |      | 경주부사선생안 (慶州府司先生案)                                                                | 경북 경주시 일정로 186, 국립경주박물관 | 국유(국립경주박물관)                               | 2019년 10월 31일 지정 | ,    |
| 2039호 |      | 경상도영주제명기 慶尙道營主題名記)                                                             | 경북 경주시 일정로 186, 국립경주박물관, 경북 상주시 사벌면 경천로 684, 상주박물관                                                                | 국유(국립경주박물관), 상주향교(상주박물관)         | 2019년 10월 31일 지정 | ,    |
| 2040호 |      | 재조본 대승법계무차별론 (再雕本 大乘法界無差別論)                                              | 서울 서초구 | 조**                                               | 2019년 10월 31일 지정 | ,    |
| 2041호 |      | 함안 마갑총 출토 말갑옷 및 고리자루 큰 칼 (咸安 馬甲塚 出土 馬甲 및 環頭大刀)                  | 경남 김해시 가야의길 190 국립김해박물관 | 국유(국립김해박물관)                               | 2019년 12월 26일 지정 | ,    |
| 2042호 |      | 합천 옥전 M3호분 출토 고리자루 큰 칼 일괄 (陜川 玉田 M3號墳 出土 環頭大刀 一括)                | 서울 서빙고로 137 국립중앙박물관, 경남 김해시 가야의길 190 국립김해박물관, 경남 진주시 진주대로 501 경상대학교박물관                             | 국유 (국립진주박물관)                              | 2019년 12월 26일 지정 | ,    |
| 2043호 |      | 합천 옥전 28호분 출토 금귀걸이 (陜川 玉田 二十八號墳 出土 金製耳飾)                            | 경남 진주시 남강로 626-35 국립진주박물관, 경남 진주시 진주대로 501 경상대학교 박물관                                                             | 국유(국립진주박물관)                               | 2019년 12월 26일 지정 | ,    |
| 2044호 |      | 합천 옥전 M4호분 출토 금귀걸이 (陜川 玉田M 4號墳 出土 金製耳飾)                                | 서울 용산구 서빙고로 137 국립중앙박물관 | 국유(국립진주박물관)                               | 2019년 12월 26일 지정 | ,    |
| 2045호 |      | 합천 옥전 M6호분 출토 금귀걸이 (陜川 玉田 M6號墳 出土 金製耳飾)                                | 경남 진주시 진주대로 501 경상대학교 박물관 | 국유(국립진주박물관)                               | 2019년 12월 26일 지정 | ,    |
| 2046호 |      | 강릉 경포대 (江陵 鏡浦臺)                                                                      | 강원 강릉시 경포로 365 (저동, 경포대) | 강릉시 (강릉시)                                    | 2019년 12월 30일 지정 | ,    |
| 2047호 |      | 김천 방초정 (金泉 芳草亭)                                                                      | 경북 김천시 상좌원1길 41 (구성면) | 연안이씨종중 (이철응)                              | 2019년 12월 30일 지정 | ,    |
| 2048호 |      | 봉화 한수정 (奉化 寒水亭)                                                                      | 경북 봉화군 춘양면 의양리 134 | 안동권씨충정공파문중 (안동권씨충정공파문중)        | 2019년 12월 30일 지정 | ,    |
| 2049호 |      | 청송 찬경루 (靑松 讚慶樓)                                                                      | 경북 청송군 금월로 269 (청송읍) | 청송심씨문중 (청송군)                              | 2019년 12월 30일 지정 | ,    |
| 2050호 |      | 안동 청원루 (安東 淸遠樓)                                                                      | 경북 안동시 풍산읍 소산리 87 | 안동김씨양소당종중 (김인년)                        | 2019년 12월 30일 지정 | ,    |
| 2051호 |      | 안동 체화정 (安東 棣華亭)                                                                      | 경북 안동시 풍산태사로 1123-10 (풍산읍) | 예안이씨체화정종중 (이호직)                        | 2019년 12월 30일 지정 | ,    |
| 2052호 |      | 경주 귀래정 (慶州 歸來亭)                                                                      | 경북 경주시 천서길 7 (강동면) | 여주이씨지헌공파문회 (이원봉)                      | 2019년 12월 30일 지정 | ,    |
| 2053호 |      | 달성 하목정 (達城 霞鶩亭)                                                                      | 대구 달성군 하빈면 하산리 1043-1 | 전의이씨기곡동이유재종중 외 1인 (달성하목정보존회) | 2019년 12월 30일 지정 | ,    |
| 2054호 |      | 영암 영보정 (靈巖 永保亭)                                                                      | 전남 영암군 영보정길 10-8 (덕진면) | 전주최씨,거창신씨종중 (신국빈,최세렬)              | 2019년 12월 30일 지정 | ,    |
| 2055호 |      | 진안 수선루 (鎭安 睡仙樓)                                                                      | 전북 진안군 마령면 강정리 산 57 | 연안송씨참봉공파종중 (송창윤)                      | 2019년 12월 30일 지정 | ,    |

## 참고자료
- 문화재청 - 문화재 검색